# Округ Ворт (Мисури)
Ворт (енгл. Worth County) је округ у америчкој савезној држави Мисури.

## Демографија
По попису из 2010. године број становника је 2.171, што је 211 (-8,9%) становника мање него 2000. године.
| Група             | 2000.         | 2010.         |
| Белци             | 2.351 (98,7%) | 2.115 (97,4%) |
| Афроамериканци    | 4 (0,2%)      | 12 (0,6%)     |
| Азијати           | 2 (0,1%)      | 6 (0,3%)      |
| Хиспаноамериканци | 7 (0,3%)      | 23 (1,1%)     |
| Укупно            | 2.382         | 2.171         |